# Hrabstwo Catron
Hrabstwo Catron – hrabstwo w USA w zachodniej części stanu Nowy Meksyk. Pod względem zajmowanego obszaru największe hrabstwo w tym stanie. W roku 2010 liczba mieszkańców wyniosła 3 725.

## Wioski
- Reserve

## CDP
- Apache Creek
- Aragon
- Cruzville
- Datil
- Escudilla Bonita
- Glenwood
- Homestead
- Lower Frisco
- Luna
- Middle Frisco
- Pie Town
- Pleasanton
- Quemado
- Rancho Grande
- Rivers